# Nestor Chergiani
Nestor Chergiani (gruz. ნესტორ ხერგიანი; ur. 20 lipca 1975) – gruziński judoka, zdobywca srebrnego medalu Igrzysk Olimpijskich w Atenach w kategorii do 60 kilogramów.